# Michaël Volkaerts
Michaël Volkaerts (Antwerpen, 10 maart 1972) is een Vlaams schrijver.
Michaël Volkaerts werd geboren in Antwerpen en woont in Loenhout, een deelgemeente van Wuustwezel. Zijn eerste boek werd gepubliceerd in 2001.